# Kerrville
Kerrville es una ciudad ubicada en el condado de Kerr en el estado estadounidense de Texas. En el Censo de 2010 tenía una población de 22.347 habitantes y una densidad poblacional de 416,48 personas por km².

## Geografía
Kerrville se encuentra ubicada en las coordenadas 30°2′18″N 99°7′52″O / 30.03833, -99.13111. Según la Oficina del Censo de los Estados Unidos, Kerrville tiene una superficie total de 53.66 km², de la cual 52.58 km² corresponden a tierra firme y (2%) 1.07 km² es agua.

## Demografía
Según el censo de 2010, había 22.347 personas residiendo en Kerrville. La densidad de población era de 416,48 hab./km². De los 22.347 habitantes, Kerrville estaba compuesto por el 86.26% blancos, el 3.07% eran afroamericanos, el 0.55% eran amerindios, el 0.93% eran asiáticos, el 0.05% eran isleños del Pacífico, el 6.69% eran de otras razas y el 2.43% pertenecían a dos o más razas. Del total de la población el 27.4% eran hispanos o latinos de cualquier raza.